# Megasema singularis
Megasema singularis là một loài bướm đêm trong họ Noctuidae.